# Абельсон, Джон
Джон Абельсон (John Norman Abelson; род. 1938, Гранд Кули, Вашингтон) — американский биолог, специалист по молекулярной биологии и биохимии, пионер в технологии рекомбинантных ДНК. Эмерит-профессор Калифорнийского технологического института, член Национальной АН США (1985) и Американского философского общества (2001).

## Биография
Окончил Университет штата Вашингтон (бакалавр физики, 1960), которым впоследствии был отмечен Distinguished Alumnus Award (1993), Alumni Achievement Award (1995), Regents' Distinguished Alumnus Award (2004). В 1965 году получил степень доктора философии по биофизике в Университете Джонса Хопкинса. Затем являлся постдоком в Кембридже (Англия) в MRC Laboratory of Molecular Biology, где занимался с Сиднеем Бреннером, впоследствии Нобелевским лауреатом, и Нобелевским лауреатом Фрэнсисом Криком.
В 1968 году возвратился в США и поступил ассистент-профессором в Калифорнийский университет в Сан-Диего. С 1973 года ассоциированный профессор, с 1977 года профессор.
Стипендиат Гуггенхайма (1980-81).
С 1982 года профессор биологии Калифорнийского технологического института, с 1991 года именной профессор (George Beadle Professor), с 2002 года эмерит; с 1989 по 1995 год заведовал биологическим отделом.
Является президентом и исполнительным директором основанного им же некоммерческого исследовательского фонда Agouron Institute — в 1978 году в составе компании Agouron Pharmaceuticals, в создании которой он также принимал участие, ныне Pfizer.
Редактор серии Methods in Enzymology.
Член Американской академии искусств и наук (1985).